# Nitrogroep

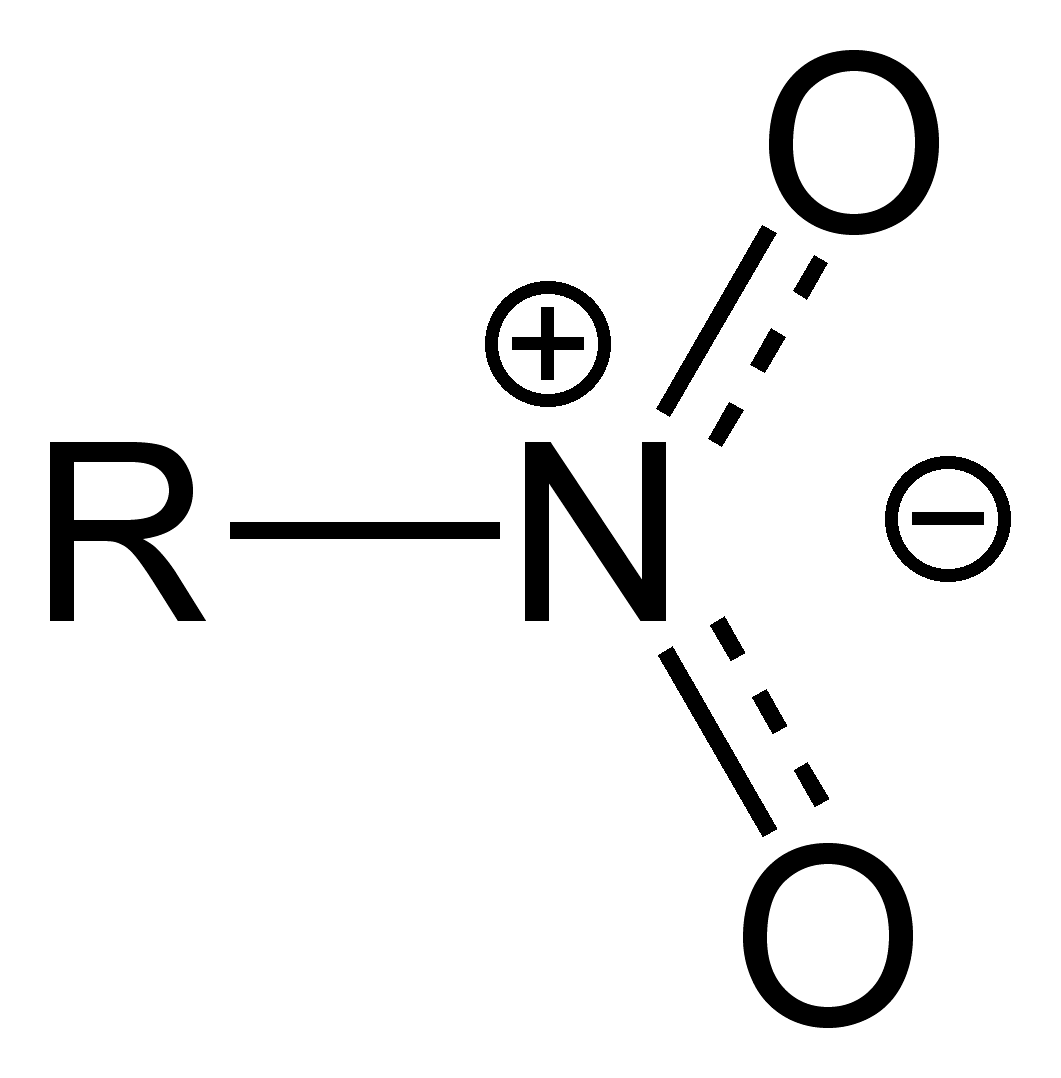
De nitrogroep

Nitro- staat in de chemie voor de functionele groep -NO2. Het stikstofatoom heeft nog een binding "over" waarmee de groep aan de rest van het molecule gekoppeld kan worden. In de organische chemie wordt de nitro-groep altijd als substituent beschouwd. Hoewel de stof als nitroverbinding (het is explosief) grote naamsbekendheid heeft kan nitroglycerine beter als glyceroltrinitraat beschreven worden dan als nitroverbinding.
Bekende verbindingen waarin de nitro-groep optreedt zijn:
- Nitrobenzeen
- Nitromethaan
- Trinitrotolueen of TNT

In de nitrogroep heeft het stikstofatoom een duidelijk positieve lading. Dit heeft tot gevolg dat veel reacties waarin een negatieve lading naast de nitrogroep (eventueel tijdelijk) ontstaat sneller verlopen, terwijl juist het ontstaan van een (tijdelijke) positieve lading naast de nitrogroep een negatief effect heeft op de reactiesnelheid.